# ريغي هاينز
ريغي هاينز (بالإنجليزية: Reggie Haynes)‏ هو لاعب كرة قدم أمريكية أمريكي، ولد في 15 سبتمبر 1954 في دنيسون في الولايات المتحدة.

## وصلات خارجية
- ريغي هاينز على موقع مرجع كرة القدم المحترفة.كوم (الإنجليزية)